# 苏珊·戴维斯
苏珊·戴维斯（英語：Susan Davies，？—），澳大利亚女子射箭运动员。她曾代表澳大利亚参加1980年和1984年夏季残疾人奥林匹克运动会射箭比赛，其中1984年夏季残奥会获得一枚铜牌。